# Le Dernier Moment

Le Dernier Moment (The Last Moment) est un film américain réalisé par Paul Fejos et  sorti en 1928.
Ce film muet raconte son histoire sans intertitres, ce qui est très inhabituel à l'époque. Charlie Chaplin a vu le film lors d'une projection privée et a fait en sorte qu'il soit distribué par United Artists,. Aucune copie n'est connue, et le film est considéré comme perdu,,. La structure du film entièrement en flashback a été reprise par Mervyn LeRoy dans son film de 1932 Deux Secondes.

## Synopsis
Un homme se jette dans un lac. Alors qu'il est en train de mourir, il se remémore les moments importants de sa vie et les incidents qui l'ont conduit à cette fatale décision. Son enfance malheureuse, sa décision de quitter la maison et de partir sur un navire à travers les océans, ses tentatives infructueuses pour devenir acteur, et ses deux mariages malheureux. Le film se termine avec un homme marchant dans le lac et s'enfonçant de plus en plus jusqu'à ce qu'il ne soit plus visible depuis la rive.

## Fiche technique
- Réalisation : Paul Fejos
- Scénario : Paul Fejos
- Producteurs : Samuel Freedman,Edward M. Spitz
- Photographie : Leon Shamroy
- Montage : Paul Fejos
- Production : Freedman-Spitz
- Distributeur : Zakoro Film Corporation
- Durée : 6 bobines
- Date de sortie : février 1928

## Distribution

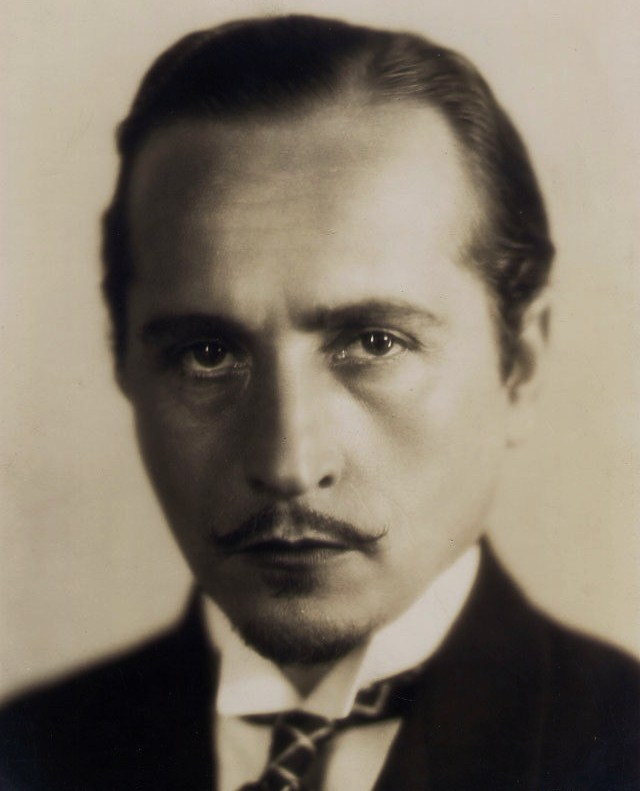
Otto Matieson
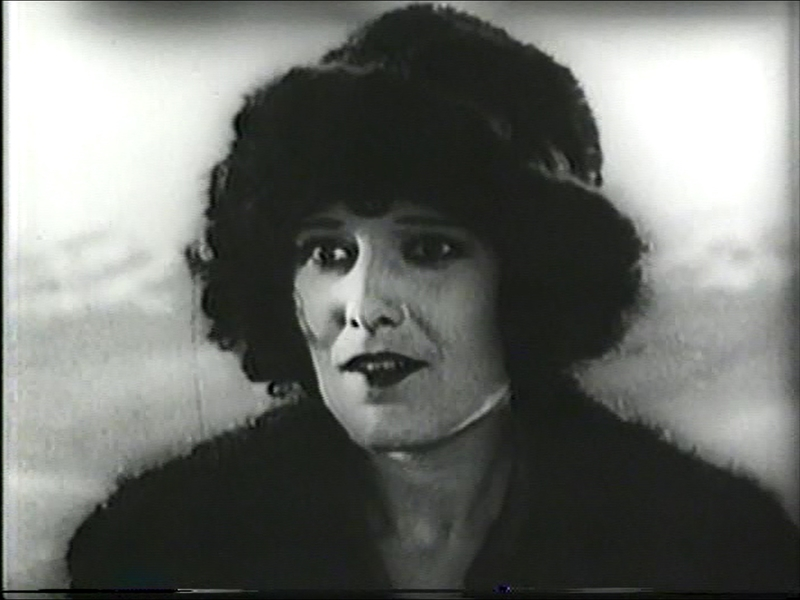
Georgia Hale

- Otto Matieson
- Georgia Hale.